# Liu Lin
Liu Lin (en chino: 劉琳; 10 de enero de 1977) es una deportista china que compitió en remo.
Ganó una medalla de plata en el Campeonato Mundial de Remo de 1999, en la prueba de doble scull. Participó en los Juegos Olímpicos de Sídney 2000, ocupando el octavo lugar en la prueba de cuatro scull

## Palmarés internacional
| Campeonato Mundial | Campeonato Mundial      | Campeonato Mundial | Campeonato Mundial |
| Año                | Lugar                   | Medalla            | Prueba             |
| ------------------ | ----------------------- | ------------------ | ------------------ |
| 1999               | St. Catharines (Canadá) | Medalla de plata   | Doble scull        |